# 辻柚花
辻 柚花（つじ ゆずは、2007年7月23日 - ）は、日本の子役、タレント。東京都出身。劇団国立ミュージカル（国立ミュージカルスタジオun-even）所属。

## 人物
- 血液型：A型
- 特技：歌 踊り
- 趣味：映画鑑賞 舞台鑑賞

## 出演
- 「LADYBIRD,LADYBIRD」（レディーバードレディーバード）- チームバッチ ヤマダ姉妹 ニッチ役（2018[2]、2019年[3]）
- 「Nicky」（ニッキー） - アシュレイ役【クラーク学園生徒】（2017[4]、2018、2019年[5]）
- 劇団国立ミュージカル公演「The Wizard of OZ」-エスメラルド組 サラ役（2019年7月26・27日[6]）
- 劇団国立ミュージカル公演「Le Petit Prince」-星組 王子役（2021年1月7日・8日・9日[7]）
- ミュージカル「冒険者たち～この海の彼方へ～」 -海組 潮路役[8]）
- 劇団国立ミュージカル公演「le petit prince」星組 バラ役